# James Ellison
James Ellison, född 19 september 1980 i Kendal, är en brittisk roadracingförare. Han tävlade i världsmästerskapen i MotoGP 2004-2006 samt 2012. Deltog i Phase One-teamet som vann världsmästerskapen i Endurance 2003. Han har även deltagit i VM för Supersport 2002 och 2011 samt enstaka deltävlingar i Superbike genom åren. Ellison blev europamästare i Superstock 2000 och 2001.